# Louis Dereau
Louis Dereau (La Louvière, 14 december 1907 - 20 juni 1982) was een Belgisch syndicalist voor het ACV.

## Levensloop
Dereau begon op zijn veertiende te werken en was eerst lid van de socialistische metaalvakbond. Hij raakte geïnteresseerd in de Jeunesse Ouvrière Chrétienne (JOC) en werd in 1928 vrijgestelde bij deze jeugdbeweging. Hij sloot zich ook aan bij het ACV. Daarna werd hij achtereenvolgens propagandist voor het ACV in La Louvière, voor de metaalcentrale in de Borinage en het Centrum en voor ACV-nationaal in Wallonië. Tijdens de Tweede Wereldoorlog verliet hij de vakbond en ging hij terug werken.
Ne de oorlog keerde Dereau terug naar het ACV en in 1946 werd hij aangesteld als algemeen secretaris van het ACV in opvolging van August Cool. Hij bleef dit tot aan zijn pensioen in 1972. Hij werd opgevolgd door Robert D'Hondt.